# Melipona panamica
Melipona panamica är en biart som beskrevs av Cockerell 1919. Melipona panamica ingår i släktet Melipona och familjen långtungebin. Inga underarter finns listade i Catalogue of Life.